# Bodegas Mas Alta
Bodegas Mas Alta, antigament Vinyes Mas Romaní, és un celler fundat l'any 1999 pels belgues Michel i Christine Vanhoutte, situat a la Vilella Alta dins la Denominació d'Origen Qualificada Priorat.
La seva producció anual és de 49.000 litres que s'elaboren en 30 hectàrees. L'any 2009 exportà el 90% de la seva producció. Les seves tres collites són Artigas, La Creu Alta i La Basseta. La collita 2007 de La creu Alta va obtindre una medalla d'or al Decanter World Wine Awards de 2012.